# ラズロ・フォルディ
ラズロ・フォルディ（Laszlo Földy、1934年9月30日 - 2015年2月17日）はハンガリー、スイスの男子卓球選手。ブダペスト出身。
1958年と1960年にハンガリー代表としてヨーロッパ卓球選手権に出場し、団体で優勝している。1969年からはスイスに国籍を移しプレーした。